# The Fast and the Furious: Tokyo Drift
The Fast and the Furious: Tokyo Drift. (titulada: A Todo Gas: Tokyo Race en España y Rápido y furioso: Reto Tokio en Hispanoamérica) es una película estadounidense de 2006, dirigida por Justin Lin y protagonizada por Lucas Black, Bow Wow, Sung Kang, Nathalie Kelley y Brian Tee. Es la tercera película de la saga Fast and Furiousy un spin-off de la franquicia, separada de los eventos de The Fast and the Furious (2001) y 2 Fast 2 Furious (2003). En la película, el entusiasta de los automóviles Sean Boswell (Black) es enviado a vivir a Tokio con su padre separado y encuentra consuelo explorando la comunidad a la deriva de la ciudad.
En junio de 2005 se confirmó una tercera película de Fast & Furious, cuando Lin fue seleccionado como director. Morgan fue contratado después de una convocatoria abierta poco después, marcando así la primera película en la asociación de larga data de la franquicia con Lin, Morgan, el actor Sung Kang y el compositor Brian Tyler.  La fotografía principal comenzó en agosto de 2005 y duró hasta noviembre, con lugares de rodaje que incluyen Los Ángeles y Tokio, lo que convirtió a Tokyo Drift en la primera película de la franquicia que presenta un lugar de rodaje internacional.
The Fast and the Furious: Tokyo Drift se estrenó en el Anfiteatro Gibson de Los Ángeles el 4 de junio de 2006 y fue estrenada en los Estados Unidos el 16 de junio por Universal Pictures. Tokyo Drift recaudó 159 millones de dólares en todo el mundo, lo que la convierte en la película con menor recaudación de la franquicia. La película recibió críticas mixtas de los críticos, con elogios por sus secuencias de conducción pero críticas por su guion y actuaciones. En los años siguientes, Tokyo Drift obtuvo una opinión más favorable, y algunos comentaristas la consideraron una de las mejores de la franquicia y se convirtió en una película de culto. Algunos elementos como un cameo de Vin Diesel como Dominic Toretto y la buena recepción de los fanes al personaje de Kang llevaron a una reactivación de la saga iniciando con Fast & Furious (2009), ambientado esta y las siguientes dos secuelas Fast Five (2011) y Fast & Furious 6 (2013), antes de los eventos de la tercera película como se revela en su secuela cronológica Furious 7 (2015).

## Argumento
La trama principal gira en torno a Sean Boswell, un joven de 17 años, aficionado a los autos y las carreras. Sin embargo, por esta afición, ha tenido que mudarse muchas veces, a causa de los problemas que tiene en cada lugar al que llega.
En Arizona y en su primer día de escuela, Sean se mete en problemas con Clay, un compañero de clases de su nueva escuela y que también es el capitán del equipo de fútbol americano del instituto, por mirar a su novia, Cindy, por lo que Clay decide retarlo a una carrera con su Dodge Viper SRT-10 Roadster 2003, momentos después ambos se dirigen a un barrio residencial en construcción donde ambos inician una carrera callejera a través del circuito cerrado de calles del área residencial, donde diversos desastres ocurren, entre los cuales, Sean se sale del camino para tomar un atajo, pero termina destrozando los cimientos de una casa en construcción con su Chevrolet Monte Carlo 1970, sin embargo regresa a la carrera. Justo en la recta final, Clay se enfurece cuando Cindy insinúa que prefiere a Sean como su novio antes que a Clay, entonces éste en represalias empieza a embestir el auto de Sean, hasta que Clay pierde el control y su auto se estrella violentamente contra unas tuberías de concreto y Sean termina ganando la carrera, sin embargo, su auto, al tener las llantas demasiado lisas, termina volcándose (ya que las llantas que usó son de NASCAR y las mismas no están diseñadas para el drifting). Momentos después, por correr de forma ilegal y causar destrozos en un barrio en construcción, la policía arresta a Sean y Clay, pero a pesar de los daños que Clay cometió, este sale sin muchos problemas de la jefatura de policía gracias a la ayuda de sus padres, ya que estos últimos tienen muchos contactos que lo ayudaron, sin embargo también tendrá que pagar una costosa multa por exceso de velocidad y por los daños provocados en la carrera, mientras que Sean por otro lado, está a punto de ser llevado a prisión y también haber echado a perder su última oportunidad de volver a conducir de por vida en los Estados Unidos. Sin embargo, su madre se ve obligada a llegar a un acuerdo con el juez de enviarlo a Tokio, Japón con su padre, para evitar que lo envíen a prisión por la tontería que cometió.
Ya en territorio nipón, Sean llega a la casa de su padre en donde este le explica las reglas de vivir bajo su techo, en las cuales indica que Sean solo podrá ir a la escuela y regresar a casa al final del día, también le menciona que no quiere enterarse de que a Sean lo vieron cerca de un auto o en algo relacionado con las carreras callejeras o de lo contrario habrá consecuencias severas. A la mañana siguiente, Sean llega a su primer día en su nueva escuela, en donde conoce a un joven llamado Twinkie, que al igual que Sean también es estadounidense y con quien inicia una pequeña amistad y también conoce a una chica llamada Neela, una joven estudiante de su escuela que le llama mucho la atención. Esa misma noche, Sean va junto con Twinkie, a un estacionamiento local donde se realizan carreras y exposiciones de diferentes autos en Japón, donde también conoce a un joven corredor arrogante llamado D.K. Takashi, sobrino del temido jefe yakuza, el Sr. Kamata, el cual ve a Sean hablar con su novia junto a su Mazda RX-8 2006 y decide ir a alejar a Sean de ella, donde también lo llama «gaijin ( 外人)» (traducido: «extranjero»), pero Sean se niega y empiezan a enfrentarse, motivo por el cual terminan corriendo en una carrera contra el Nissan 350Z 2002 de D.K. pero Sean pierde la carrera porque desconoce que en Japón se usa otra forma de correr: el drifting y a raíz de ello termina destrozando el Nissan Silvia S15 2001 apodado como «Mona Lisa», que le prestaron para competir. Más tarde, Sean regresa a casa de su padre muy tarde y este descubre que Sean volvió a correr; su padre, sin más remedio, le ordena que se largue de la casa, pero cambia de parecer y le da una última advertencia, ya que si no funciona en Japón, se irá a prisión.
Al día siguiente, conoce a Han Seoul-Oh, un miembro del equipo de Toretto y parte de la «Familia», aunque Sean no lo conoce aún, le ordena subir a su Mazda RX-7 Veilside Fortune 1994, para dar un paseo y lograr que Han consiguiera paquetes de dinero para D.K. Sean le pide a Han que le enseñe el drifting para aprovecharlo en el futuro, pero también lo mete en su equipo y le entrega un Mitsubishi Lancer Evolution VIII 2003 rojo, argumentando que ahora él lo representa en las carreras, aunque también le recuerda que le debe los daños del Nissan Silvia S15 que este destrozo previamente. Siguiendo las enseñanzas de Han, finalmente Sean aprende el drifting y participa en diversas carreras donde gana, así mismo, realiza una serie de encargos y trabajos que lleva a cabo con cierto éxito, llegando a un cierto día, donde decide mudarse de la casa de su padre, para ahora vivir con Han y el resto del equipo, aún con los problemas que D.K. armaba para desacreditar a Sean en el ambiente escolar. A pesar de lo anterior, D.K. y Han habían trabajado juntos, mientras que Sean y Neela comienzan a salir un día y donde esta última revela que en realidad, es la hija adoptiva de la abuela de D.K. debido a que su madre murió cuando tenía 10 años y que lo único que recuerda de ella es que salió de Australia cuando terminó la escuela secundaria y que trabajó de mesera en un bar, revelando que Neela en realidad es de ascendencia australiana. Al día siguiente, después de que Sean practicara el drifting unas horas, D.K. se aparece en la escena y le empieza a dar una fuerte golpiza a Sean, donde también le advierte que se aleje de Neela o lo próximo que va a conducir sería una silla de ruedas, además de ello le advierte a Han que vaya considerando buscar a otro conductor en caso de que eso llegara a pasar, justo cuando D.K. abandona la escena, Han le menciona a Sean que no solo jugó con fuego, sino que también tiró los cerillos a la gasolina. Al día siguiente en la preparatoria, Neela se percata de la golpiza de D.K. hacia Sean y decide inmediatamente ir a terminar su relación con él por lo que hizo. Momentos después de ver a D.K. y terminar su relación, Neela se dirige al taller de Han para quedarse un rato con Sean, pero justo en esa misma noche, llega de visita de forma inesperada el líder yakuza, Sr. Kamata, el cual viene a inspeccionar las operaciones de D.K. en su negocio y descubre que Han les ha estado robando sus deudas. Ante esta revelación, un D.K. furioso, toma este hecho como una insurrección a su honra (un grave insulto, según las normas japonesas de conducta) y decide buscar a Han para ajustar cuentas. 
Súbitamente, el propio D.K. llega al taller de Han, queriendo explicaciones, sin embargo, al ver a Neela en el lugar, este saca una pistola y amenaza a Han con matarlo, pero Han le recuerda a D.K. que es él quien lo necesita, ya que de lo contrario, D.K. seguiría robando negocios sino fuera por todo lo que Han ha hecho por él. Inmediatamente y después de la distracción causada por Twinkie, quien había cerrado las puertas del taller, Han, Sean y Neela escapan del lugar, haciendo que D.K. y Morimoto (amigo de D.K.) vayan tras ellos en sus dos Nissan 350Z. En medio de la persecución, pasando por un túnel, Morimoto termina estrellándose de frente contra un auto, mientras embestía el auto de Sean, dejando ahora a D.K. solo en la persecución, luego de una desesperada persecución, al llegar al cruce de Shibuya, una serie de eventos hacen que Sean se estrelle contra un auto en la intersección, mientras que Han, quién había logrado sacar del camino a D.K. mientras le disparaba con su pistola, pero en el momento que Han se distrae del camino un segundo, éste es chocado violentamente en el costado por un Mercedes-Benz Clase S W140 1992 (revelándose en Fast & Furious 6 que el responsable es Deckard Shaw, buscando venganza contra Dom por haber dejado inválido a su hermano menor, Owen Shaw la última vez). Sean intenta ir a socorrer a Han y sacarlo del auto destrozado, pero desafortunadamente el auto inmediatamente explota en el acto y Han supuestamente muere en la explosión (posteriormente se revela en F9 que este no murió y decidió hacerse pasar por muerto durante años y trabajar en secreto para Frank Petty más conocido como "Sr. Don Nadie"). Por otro lado, D.K. observa la situación algo insatisfecho y rápidamente se escapa del lugar, mientras que Sean y Neela escapan de la escena juntos y llegan hacia el metro de Tokio, después de que Han muriera. Momentos después, ambos llegan a la casa donde vive el padre de Sean buscando refugio, sin embargo, un D.K. furioso, llega con plena intención de asesinar a Sean. Rápidamente, Sean le empieza a dar a D.K. una golpiza hasta que éste, saca su arma, sin embargo, su padre sale en su defensa y aprovecha su condición como teniente del Cuerpo de Marines de los Estados Unidos, apuntando a D.K. con su pistola, con tal de calmar un poco la cosas, Neela decide llegar a un acuerdo con D.K. y decide volver con él, a cambio de dejar con vida a Sean, a pesar de que este le pide a regañadientes que no lo haga, por lo que D.K. decide aceptar el trato de Neela y deja vivir a Sean por el momento. Sin embargo, antes de irse del lugar, D.K. lo amenaza, diciendo: «¡Te veré cuando papi no esté!», entonces este sube a su auto y se retira del lugar.
Luego de que D.K. abandona la escena en su Nissan 350Z, el padre de Sean se molesta con su hijo por lo ocurrido y decide mandarlo de vuelta a los Estados Unidos en el primer avión, al descubrir todo el asunto de golpe, sin embargo Sean rechaza la idea de regresar, ya que no quiere volver a escapar otra vez y decide enfrentarse a ese reto, algo que su padre reconoce inmediatamente y se pone a plena disposición de ayudar a su hijo en lo que necesite, donde también le aclara que por lo menos, Sean no ha cometido los mismos errores que él en su momento y finalmente Sean se retira del lugar.
Después de esto, Sean se reúne con Twinkie, quien le recomienda a Sean irse de Japón y que conoce a mucha gente que puede ayudarlo a irse, pero Sean le responde que no va escapar de nuevo. Sin embargo, Twinkie le recuerda que D.K. quiere asesinarlo y con el problema que Han le causó al Sr. Kamata, ahora Sean es hombre muerto, por otro lado Sean le menciona no quiere más problemas con D.K. y que su única opción es ir a buscar al Sr. Kamata, para hablar con él. Sin embargo, Twinkie trata de convencerlo, una vez más de desistir de la idea y le recuerda que ahora Han está muerto y que Sean no piense que llegará caminando así nada más con el Sr. Kamata, a lo que Sean le responde a Twinkie que no tiene otra opción, por lo que Twinkie a regañadientes accede a brindarle su ayuda y le entrega algo que a Han le hubiera gustado que este tuviera en última instancia, siendo una mochila que contiene todo el dinero que supuestamente, Han les había robado y que lo necesitará si quiere llegar vivo con el Sr. Kamata (que es en realidad, el dinero que Twinkie y Sean recolectaron por los artículos que estos dos vendieron por toda la ciudad, para tratar de ayudar a pagar dicha deuda), Sean le pregunta a Twinkie si no necesita el dinero, pero Twinkie le responde que no es necesario y que él ya verá que hará para compensarlo después.
Minutos después, Sean se dirige al lugar donde se encontraba el Sr. Kamata, aunque en un principio es recibido por varios matones en el callejón, sin embargo estos le permiten pasar sin muchos problemas. Una vez reunido con el Sr. Kamata en persona, el mismo Sean le devuelve todo el dinero que supuestamente Han les había estado robando a ellos, sin embargo el Sr. Kamata le menciona a Sean que si este último creyó que podría venir a este lugar y dejarle el dinero he irse vivo de ese lugar así por así, pero Sean por su parte le menciona que solo vino a devolverle lo que le pertenece y también les ofrece un trato para resolver todo este conflicto ocasionado con una solución pacífica y el Sr. Kamata pregunta como planea arreglar todo el daño provocado, entonces Sean le responde que la solución consistirá en realizar una carrera de drifting en una montaña y quien pierda en dicha carrera, tendrá que pagar y marcharse. Sin embargo D.K. por su parte no está dispuesto a aceptar el reto, puesto que según este mismo, había podido antes derrotar a Sean sin problemas previamente (debido a que en un principio, Sean no conocía el drifting y ahora es un experto, gracias a las enseñanzas de Han), pero su tío, quien es un hombre de honor, acepta el reto de Sean y le exige la victoria a su sobrino, evidenciando también en parte, el hecho de su desaprovechamiento educativo por parte de su sobrino.
Sin embargo al día siguiente, Sean, Twinkie y los integrantes del equipo de Han, llegan al taller, sólo para descubrir que la policía se llevó todos los autos del lugar confiscados, esto en complicidad del jefe yakuza para sabotearlos, sin embargo estos descubren que la policía dejaron olvidado un auto en particular, el destrozado y maltrecho Nissan Silvia S15 que Sean destrozó la primera vez. Pero, a pesar de que el vehículo no sirve para la carrera y que Sean también perdió y deshizo el Mitsubishi Lancer Evolution VIII rojo la noche en que Han murió, el motor del auto parece estar en perfectas condiciones y pueden traspasarlo a otro auto. A raíz de lo ocurrido y viendo el problema que se les presentó y con el hecho de que Sean se estaba enfrentando a todo un clan yakuza, el padre de Sean decide ayudarlos y les entrega un auto que tal vez podría servirles de mucho: un viejo y casi maltrecho Ford Mustang Fastback de 1968, el cual restauran y reequipan con el motor del Nissan Silvia S15, para dejarlo listo para la carrera. Además de ello, todos los amigos de Han, proceden también a ayudarlo en la restauración del mismo, para que pueda enfrentarse a D.K. e incluso realizar prácticas para ajustar algunos detalles, llevando a Twinkie a dudar sobre por qué D.K. escogió dicha montaña, hasta que cae en cuenta de que ese lugar era absolutamente conocido por él y que podía exterminar a Sean de manera fácil sí se lo propone como último recurso y también por ser el único corredor en todo Tokio que ha podido llegar hasta la parte baja de la montaña.
En la noche de la carrera, D.K. se presenta al reto en su Nissan 350Z negro, con su diseño característico, que incluye el gráfico de un escarabajo, mientras que Sean se presenta con el Ford Mustang Fastback negro, que su padre le entregó. En ese momento la carrera inicia y por un momento D.K. toma la delantera y se pensó que Sean perecería en las cerradas curvas de la montaña, pero éste usando su astucia y aunado a lo que Han le había enseñado, consigue mantenerse dentro de la competencia y lo ayudan a hacerle frente a D.K. y sus trucos, pero en medio de la carrera D.K. se abre demasiado en una de las curvas y se estrella contra uno de los autos que estaban en esa área y queda fuera de la carrera por unos momentos, lo cual Sean aprovecha para tomar la delantera, sin embargo D.K. se recupera del golpe y sigue en competencia, para luego perseguir a Sean y momentos después empieza a embestirlo con su auto y volver a tomar la delantera. Conforme avanza la carrera, ambos logran superar sin muchos problemas el empinado sistema de montaña en el que Sean y D.K. tienen que emplear sus mejores maniobras de drift, para evitar caerse por el precipicio, lo cual se convierte en una lucha por la supervivencia. Finalmente, ya en la recta final y pleno acto de desesperación, el propio D.K. intenta embestir a Sean con plena intención de lanzarlo por el vacío, pero Sean frena su auto en el último segundo para esquivar el ataque y D.K. pierde el control de su auto y termina cayendo por el borde del precipicio de la montaña. Mientras su rival se cae por el vacío, por otro lado Sean acelera su auto para llegar hasta la línea de meta, pero en ese instante el auto destrozado de D.K. se aparece cayendo sorpresivamente en su camino y Sean consigue esquivar el auto por centímetros antes de chocar con él y consigue llegar a salvo hasta la meta y gana la carrera, por otro lado los amigos de D.K. corren a socorrer a este último del auto destrozado, quien sale con algunas heridas leves del vehículo destruido y algo furioso por su derrota contra Sean.
Por otro lado, Sean es rápidamente confrontado por el Sr. Kamata, quien además de ser un hombre de honor, acepta formalmente su derrota y le anuncia a Sean que su deuda finalmente está saldada y ahora es libre de irse sin más problemas. Después de toda esta aventura, Sean y Twinkie se convierten en los jefes de la pandilla y vuelve todo a la normalidad, mientras que Neela, ahora es la novia de Sean. Asimismo, Twinkie saca provecho de manera exitosa con todos los amigos y conocidos en Japón.
Al final, Twinkie le dice a Sean que alguien lo quiere retar y le comenta que esta persona le ha ganado a todos en Asia, pero Sean en un principio se niega a competir esa noche. Sin embargo, Twinkie le comenta que el retador conocía a Han y era como de la familia, por lo que siguiendo el consejo de Neela, el propio Sean acepta el reto. Para sorpresa de Sean, el misterioso retador resulta ser en realidad el mismísimo Dominic «Dom» Toretto, al volante de un Plymouth Road Runner 1970, que según él, lo obtuvo de una apuesta que hizo años atrás contra Han y la cinta concluye con Neela, dando la señal de partida de la carrera entre Sean y Dom, derivando esta carrera en el encuentro entre ambos durante los acontecimientos de Furious 7.

## Reparto
- Lucas Black es Sean Boswell.
- Sung Kang es  Han Seoul-Oh.
- Bow Wow es Twinkie.
- Nathalie Kelley es Neela.
- Brian Tee es D.K. Takashi.
- Leonardo Nam es Morimoto.
- Keiko Kitagawa es Reiko.
- Jason Tobin es Earl.
- Alden Villaverde es Alden.
- Atley Siauw es DJ Atley.
- Jimmy Lin es Jimmy.
- Sonny Chiba es Mr. Kamata (Tío de D.K. Takashi y líder Yakuza).
- Brian Goodman es Mr. Boswell.
- Lynda Boyd es Mrs. Boswell.
- Zachery Brian es Clay.
- Nikki Griffin es Cindy.
- Vin Diesel es Dominic «Dom» Toretto (cameo al final de la película, escena que conecta con Furious 7).

## Doblaje
| Actor           | Personaje             | Actor/Actriz de doblaje · México | Actor/Actriz de doblaje · España |
| --------------- | --------------------- | -------------------------------- | -------------------------------- |
| Lucas Black     | Sean Boswell          | Enrique Cervantes                | Raúl Llorens                     |
| Sung Kang       | Han Seoul-Oh          | Óscar Flores                     | Paco Gázquez                     |
| Bow Wow         | Twinkie               | Víctor Ugarte                    | David Jenner                     |
| Nathalie Kelley | Neela                 | Cristina Hernández               | Isabel Valls                     |
| Brian Tee       | D.K. Takashi          | José Gilberto Vilchis            | José Posada                      |
| Leonardo Nam    | Morimoto              | Benjamín Rivera                  | Eduard Itchart                   |
| Sonny Chiba     | Sr. Kamata            | Gabriel Pingarrón                | Adriá Frías                      |
| Brian Goodman   | Sr. Boswell           | Armando Réndiz                   | Jordi Ribes                      |
| Vin Diesel      | Dominic "Dom" Toretto | Carlos del Campo                 | Juan Carlos Gustems              |
| Lynda Boyd      | Sra. Boswell          | Ruth Toscano                     | Toni Avilés                      |
| Nikki Griffin   | Cindy                 | Christine Byrd                   | Esther Solans                    |
| Zachery Brian   | Clay                  | Carlos Hernández                 | Toni Mora                        |

## Producción

### Desarrollo
El escritor Chris Morgan era fanático de la serie Fast & Furious y los productores tenían una convocatoria abierta para escribir la tercera película. Morgan originalmente propuso a Dominic Toretto en Tokio, aprendiendo a desviarse y resolviendo un asesinato, pero Universal Pictures quería una historia con el tema de la escuela secundaria.
Neal H. Moritz, que había producido las dos entregas anteriores, comenzó a trabajar en la película en 2005. En junio de 2005, Moritz contrató a Justin Lin para dirigirla. Lin, que no estaba íntimamente familiarizado con el drifting cuando le propusieron dirigir el proyecto, recordó: "Estaba en la escuela de cine cuando se estrenó Rápido y Furioso, y lo vi junto con un público con entradas agotadas que simplemente se lo comió. Lo que realmente me emocionó de dirigir esta película fue la oportunidad de aprovechar esa energía: crear un capítulo completamente nuevo y subir la apuesta al traer algo nuevo a la mesa para el público que ama la acción y la velocidad". Lin no estaba entusiasmado al principio y no estaba impresionado por los borradores anteriores del guion, diciendo: "Creo que es ofensivo y anticuado, y no tengo ninguna intención de hacerlo". Los productores le permitieron desarrollar la película a su manera, aunque era un desafío constante y siempre estaba luchando contra Universal para mejorar la película, pero Lin dijo que "hay que reconocer que fueron muy justos y razonables".
Fue imposible conseguir los permisos de rodaje necesarios en Tokio, por lo que siguieron adelante sin permiso. Según Lin, "Quería rodar en Shibuya, que es el lugar más concurrido de Tokio. Los policías son todos muy educados, así que tardan diez minutos en venir y echarte". Sin que Lin lo supiera, el estudio había contratado a un chivo expiatorio, que intervino cuando la policía vino a arrestarlo, dijo que él era el director y pasó la noche en la cárcel. 
Después de las respetables proyecciones de prueba de la película, Universal todavía sentía que necesitaba un cameo estelar; Vin Diesel acordó repetir su papel de Dominic Toretto para un breve cameo, a cambio de la propiedad de Universal sobre los derechos del personaje de Riddick, en lugar de un pago financiero. 

### Autos y acrobacias
Las carreras y las acrobacias fueron coordinadas por Terry J. Leonard, quien también se desempeñó como director de la segunda unidad. La película utilizó casi 250 vehículos, cortando 25 y destruyendo más de 80.
El Nissan Silvia que Sean destroza en su primera carrera en Japón se muestra con un cambio de motor RB26DETT que a su vez es donado al Ford Mustang. Sin embargo, el coche de la película en realidad estaba propulsado por el motor original de Silvia.  El Mazda RX-7 con carrocería Veilside (apodado "Fortune"), conducido por Han, fue construido originalmente por Veilside para el Salón del Automóvil de Tokio de 2005, pero luego fue comprado por Universal y repintado de rojo oscuro a naranja y Negro, para usar en la película. El automóvil en el que aparece Dominic al final de la película es un Plymouth Road Runner de 1970 altamente personalizado, que fue construido para el SEMA Show.
La revista SCC probó los autos de la película y notó que los autos en Tokyo Drift eran ligeramente más rápidos en una aceleración con los autos de 2 Fast 2 Furious. 
Las notables personalidades de la deriva Keiichi Tsuchiya (quien también hizo un cameo no acreditado en la película), Rhys Millen y Samuel Hübinette fueron consultados y contratados por la película para proporcionar y ejecutar las acrobacias de conducción y deriva en la película. Nobushige Kumakubo, Kazuhiro Tanaka, Tanner Foust, Rich Rutherford, Calvin Wan y Alex Pfeiffer también fueron contratados ya que ninguno de los conductores especialistas de Universal podía derrapar. Algunos eventos de carreras se filmaron dentro del estacionamiento del Hawthorne Mall en Los Ángeles, ya que filmar en Tokio requirió permisos que el estudio no pudo obtener.  En su lugar, utilizaron farolas y múltiples accesorios para ayudar a recrear Tokio.

#### Automóviles
- 1970 Chevrolet Monte Carlo de Sean Boswell.
- 2003 Dodge Viper SRT-10 Roadster de Clay y Cindy.
- 2003 Volkswagen Touran de Twinkie.
- 2002 Nissan 350Z (negro mate) de D.K. Takashi.
- 2002 Nissan 350Z (oro) de Morimoto.
- 2001 Nissan 240SX S15 Mona Lisa de Han Seoul-Oh y Sean Boswell.
- 1994 Mazda RX-7 Veilside Fortune de Han Seoul-Oh.
- 1992 Mercedes-Benz Clase S W140 de Deckard Shaw (Asesino de Han).
- 2006 Mitsubishi Lancer Evolution VIII de Sean Boswell.
- 2006 Mazda RX-8 de Neela.
- 1968 Ford Mustang Fastback de Sean Boswell.
- 1970 Plymouth Road Runner de Dominic «Dom» Toretto.
- 1993 Nissan Skyline GT-R R33 de Chicas asiáticas.

### Música
La banda sonora original de la película, compuesta por 12 canciones, fue lanzada el 20 de junio de 2006, a través de Universal Motown. Cuenta con contribuciones de Don Omar, Teriyaki Boyz, Atari Teenage Riot, Brian Tyler, DJ Shadow, Dragon Ash, Evil Nine, Far East Movement, Mos Def, N⋆E⋆R⋆D, Tego Calderón y The 5.6.7.8's. La banda sonora de Brian Tyler se lanzó el 27 de junio a través de Varèse Sarabande, una semana después.
| N.º | Título                                 | Autor(es)          | Duración |  |
| 1.  | «Tokyo Drift (Fast & Furious)»         | Teriyaki Boyz      | 4:15     |  |
| 2.  | «Six Days» (Remix) (featuring Mos Def) | DJ Shadow          | 3:52     |  |
| 3.  | «The Barracuda»                        | The 5.6.7.8's      | 2:28     |  |
| 4.  | «Restless»                             | Evil Nine          | 4:54     |  |
| 5.  | «Round Round»                          | Far East Movement  | 3:20     |  |
| 6.  | «She Wants to Move» (DFA Remix)        | N.E.R.D            | 3:34     |  |
| 7.  | «Cho Large» (featuring Pharrell)       | Teriyaki Boyz      | 5:14     |  |
| 8.  | «Resound» (without intro)              | Dragon Ash         | 4:45     |  |
| 9.  | «Speed»                                | Atari Teenage Riot | 2:50     |  |
| 10. | «Bandoleros» (featuring Tego Calderón) | Don Omar           | 3:18     |  |
| 11. | «You'll be under my wheels»            | The Prodigy        | 3:58     |  |
| 12. | «Conteo»                               | Don Omar           | 2:23     |  |
| 13. | «Mustang Nismo» (featuring Slash)      | Brian Tyler        | 2:25     |  |
| 14. | «My Life Be Like»                      | GRITS              | 4:02     |  |

## Recepción

### Taquilla
Tokyo Drift recaudó más de 23 millones de dólares en su primer fin de semana, ubicándose en el puesto número 3 detrás de Cars (33,7 millones de dólares) y Nacho Libre (28,3 millones de dólares).La película en sí tuvo un lanzamiento limitado en Japón (lanzado bajo el nombre Wild Speed 3). La taquilla estadounidense fue de 62.514.415 dólares y recaudó otros 96.450.195 dólares a nivel internacional, lo que resultó en unos ingresos totales de 158.964.610 dólares.  Según la encuesta de apertura del fin de semana realizada por Universal, la audiencia era 58% masculina y 60% menor de 25 años.

### Respuesta de la crítica
The Fast and the Furious: Tokyo Drift obtuvo un índice de aprobación del 37% en Rotten Tomatoes según reseñas de 142 críticos; la calificación promedio es 5/10. El consenso del sitio dice: "Secuencias de conducción alucinantes junto con una historia floja y actuaciones planas hacen de este Drift una continuación decepcionante de entregas anteriores de Fast and Furious".  En Metacritic, la película tiene una puntuación promedio ponderada de 45 sobre 100 basada en reseñas de 32 críticos, lo que indica "críticas mixtas o promedio".  El público encuestado por CinemaScore le dio a la película una calificación A− en una escala de A a F.
Roger Ebert del Chicago Sun-Times elogió la película, dándole tres de cuatro estrellas, diciendo que el director Justin Lin "toma una franquicia establecida y la hace sorprendentemente fresca e intrigante", y agregó que Tokyo Drift es "más observador de lo que esperamos" y que "la historia [trata] sobre algo más que coches rápidos".  Michael Sragow de The Baltimore Sun consideró que "la primera media hora puede resultar un clásico de mala reputación del cine de pedalear a fondo" y "la última carrera cuesta abajo es una maravilla".  Kirk Honeycutt de The Hollywood Reporter dijo que "no es una gran película, pero es un viaje increíble".  Todd McCarthy de Variety le dio a la película una crítica positiva y elogió la "buena cinematografía de género pasada de moda realizada con un estilo sensato y sin pretensiones", y agregó que "se mantiene a toda velocidad la mayor parte del camino con varias carreras emocionantes, y se beneficia enormemente del evocador entorno japonés". McCarthy elogió especialmente el trabajo del coordinador de especialistas Terry Leonard.
Michael Medved le dio a Tokyo Drift una estrella y media sobre cuatro, diciendo: "No hay trama, emoción o humor discernibles, pero la carrera final está bien organizada y bien filmada... El principal logro de esta época insulsa -waster implica la promoción de una nueva apreciación por las dos primeras películas de la serie".  James Berardinelli escribió: "Cuando se trata de atractivos visuales, la película está en terreno sólido: ofrece muchos bebés y autos (este último está fotografiado con más cariño que el primero). Sin embargo, es inaceptable que las escenas de acción (carreras y persecuciones) son aburridas e incoherentes si la película no puede ofrecer su activo más importante, ¿qué sentido tiene?".  Richard Roeper criticó duramente la película y dijo: "Todo es absurdo. La actuación es tan horrible, algunas de las peores actuaciones que he visto en mucho, mucho tiempo".

## Legado
Inicialmente visto como un personaje único en un lanzamiento casi directo en DVD, Han Lue se convirtió en un favorito de los fanáticos debido a su interpretación de Sung Kang y fue traído de regreso por el director Justin Lin.  Después de Tokyo Drift, Han se presenta retroactivamente como miembro del equipo de Dominic Toretto en la próxima trilogía de películas de la franquicia: Fast & Furious (2009), Fast Five (2011) y Fast & Furious 6 (2013). Cada uno de los cuales se establece antes de Tokyo Drift. 
Las películas posteriores han girado en torno a la escena del accidente automovilístico de Han en Tokyo Drift: Fast & Furious 6 presagiaba que el accidente no fue un accidente; Furious 7 (2015) presentó a un nuevo villano, Deckard Shaw, quien interceptó a Han durante la carrera callejera; y F9 (2021) revela cómo y por qué se escenificó la muerte de Han.
Siguiendo el trabajo continuo de Lin con la serie, intentó traer de vuelta a Lucas Black, con informes de los medios de que Black había firmado para una sucesión de películas. Black regresó para Furious 7 en un papel menor y fue utilizado para establecer la historia de la muerte de Han, e indicó que quería que la historia continua de su personaje fuera contada a los fanes, y que estaba dispuesto a participar más allá de su aparición en F9.  Lin logró que los cuatro actores principales de Tokyo Drift (Kang, Black, Wow y Tobin) regresaran a la franquicia en F9.